# Tidaholm
Tidaholm es una ciudad ubicada en Västra Götaland, Suecia, aproximadamente a 350 km al sur de Estocolmo. El municipio de Tidaholm tiene una extensión de 522,95 km² y cuenta con 12.828 habitantes. En Tidaholm hay varias industrias importantes. Entre ellas destacan Swedish Match, la única fábrica de cerillas de Europa y Marbodal (fábrica de muebles de cocina). En Tidaholm hay también una cárcel de alta seguridad con capacidad para 146 personas. Sus coordenadas son 58°11′0″N 13°57′0″E / 58.18333, 13.95000.